# اينار هارون سوان
اينار هارون سوان (بالإنجليزية: Einar Aaron Swan)‏ هو عازف جاز وملحن أمريكي، ولد في 20 مارس 1903 في ماساتشوستس في الولايات المتحدة، وتوفي في 8 أغسطس 1940 في غرينوود في الولايات المتحدة بسبب نزف مخي.

## وصلات خارجية
- اينار هارون سوان على موقع ميوزك برينز (الإنجليزية)
- اينار هارون سوان على موقع ديسكوغز (الإنجليزية)